# Francesco Borghèse
Pour les autres membres de la famille, voir Famille Borghese.
François Borghese, prince Aldobrandini, né le 9 juin 1776 à Rome, mort le 29 mai 1839 dans la même ville, frère du prince Camille Borghèse, le beau-frère de Napoléon Ier est un général d'Empire d'origine italienne.

## Biographie
François Borghèse, de la famille de ce nom, originaire de Sienne, alliée de plusieurs maisons souveraines et qui a fourni à l'église un pape (Paul V), et beaucoup de cardinaux, naquit à Rome, en 1776. Il était le fils cadet du prince Marcantonio IV Borghese, connu par son amour des arts, et qui avait beaucoup ajouté aux richesses de sa famille en tableaux, statues et monuments de tous les genres, accumulés par plusieurs générations dans les magnifiques galeries connues sous le nom de Villa Borghèse, où ils ont formé pendant longtemps un des plus beaux ornements de la cité romaine.
François était le frère cadet de Camille Borghèse et sa position de deuxième-né lui valut le titre honorifique familial de prince Aldobrandini (hérité de l'ancêtre Olimpia Aldobrandini). Tandis que Marc-Antoine se prononçait hautement contre les principes de la Révolution française, ses deux fils, au contraire, en embrassaient la cause avec chaleur.
Lorsque les Français se rendirent maîtres de Rome (1798), les deux Borghèse se réunirent à la population qui brûlait les titres de noblesse sur la place publique. Les princes prirent du service dans les rangs de l'armée révolutionnaire française et contribuèrent vaillamment à la défense de cette ville, qui depuis fut assiégée et prise par les Napolitains le 27 novembre 1798. Contraints de se cacher pour se soustraire à la vengeance des vainqueurs et à la haine de leurs ennemis politiques, les deux frères n'en restèrent pas moins fidèles à la France, sur laquelle ils fondaient l'espérance de la régénération de l'Italie.
En 1803, sur les conseils de Joachim Murat, son frère Camille se rend à Paris auprès du premier Consul Bonaparte, qui l'accueille avec la plus grande faveur et met en œuvre le mariage de celui-ci avec sa sœur Pauline Bonaparte la même année, et nomme par ailleurs François, chef d'escadron de sa garde. Celui-ci se distingue à la bataille d'Austerlitz. Il devient ensuite colonel du 1er régiment de carabiniers, et fait, à la tête de ce corps, les campagnes de Prusse (1806) et de Pologne (1807), contre les Prussiens et les Russes, et la campagne de 1809 contre les Autrichiens. Il s'y fait remarquer par sa bravoure, et est atteint d'une balle au bras à la bataille de Wagram.
Napoléon lui fait épouser, le 11 avril 1809, Adèle de La Rochefoucauld, fille du comte Alexandre-François de La Rochefoucauld et d'Adélaïde de Pyvart de Chastullé (1769 - 1814), dame d'honneur de l'Impératrice Joséphine, et obtient le grade de général de brigade à la fin de 1811. Le 19 janvier suivant, il prête serment en cette qualité, entre les mains de l'empereur, qui le fait son premier écuyer, en même temps. La princesse Aldobrandini est nommée elle-même dame du palais de l'Impératrice Marie-Louise.
Il est fait grand-croix de l'ordre de la Réunion le 3 avril 1813.
En 1814, il se soumet, sans hésiter, à l'autorité royale, et reçoit du roi la croix de Saint-Louis.
Le prince Aldobrandini, après avoir passé deux ans à Florence, auprès du prince Camille, son frère, revient en France, où il continue de faire partie des officiers généraux disponibles.
Il laisse trois fils et une fille de son mariage : l'aînée Marie Louise (1812 - 1838), mariée le 23 février 1832 avec Henri de Rochechouart de Mortemart, Marc-Antoine, prince Borghese (né à Paris, le 23 février 1814), le cadet, Camille, prince Aldobrandini, ancien ministre de la Guerre au service des États de l'Église (né le 16 novembre 1816), le benjamin, Scipion, duc Salviati (né à Paris, le 23 juin 1823).

## États de service
- Chef d'escadron le  2 décembre 1805 ;
- Colonel le 25 juin 1808
- Général de brigade le 2 janvier 1812 ;
- Mis en disponibilité du 30 décembre 1818 au 2 septembre 1830 ;
- Admis en retraite avec le grade de lieutenant général le 2 septembre 1830.

## Campagnes
- Campagne d'Allemagne (1805) :
  - Bataille d'Austerlitz ;
- Campagne de Prusse et de Pologne ;
- Campagne d'Allemagne et d'Autriche :
  - Bataille de Wagram.

## Faits d'armes
- Il se distingue à Austerlitz.

## Blessures
- Il est atteint d'une balle au bras à la bataille de Wagram.

## Titres
- Prince Aldobrandini ;
- Prince Borghese (1832) ;
- 7e prince de Sulmona (1832) ;
- Prince de Rossano (1832).

## Décorations
- Ordre de la Réunion :
  - Grand-croix (3 avril 1813) ;
- Ordre de la Couronne de fer d'Italie :
  - Grand dignitaire ;
- Ordre royal et militaire de Saint-Louis :
  - Chevalier (24 octobre 1814).

## Autres fonctions
- Premier Écuyer de l'Empereur (1812),
- Grand d'Espagne de 1re Classe.

## Vie familiale
François Borghèse était le fils de Marcantonio IV Borghese (14 septembre 1730 - Rome † 18 mars 1800 - Rome), prince Borghese, 5e prince de Sulmona (1800), prince Rossano, sénateur de la République romaine et de Anna Maria Salviati (9 octobre 1752 - Rome † 29 juin 1809 - Rome). Il était également le frère cadet de Camille Borghèse (1775 † 1832).
Francesco Borghese épouse le 11 avril 1809 à Paris, Adèle de La Rochefoucauld (15 septembre 1793 - Paris † 2 novembre 1877 - Pise), Dame du palais des impératrices Joséphine puis Marie-Louise (1809-1814), fille du comte Alexandre-François de La Rochefoucauld. Ensemble, ils ont :
- Maria Luisa (11 août 1812 - Paris † 14 décembre 1838 - Paris), mariée le 23 février 1832 à Paris VIIe, avec Anne Henri Victurnien de Rochechouart, Marquis de Mortemart (Paris, 27 février 1806 - Château de Meillant (Cher), 17 octobre 1885), officier de cavalerie, représentant de la Seine-Inférieure (1849), député au Corps législatif (1852-1856), dont postérité ;
- Marcantonio Borghese (23 février 1814 - Paris † 5 octobre 1886 - Rome), 8e prince de Sulmona. Marié une première fois, le 11 mai 1835 à Rome, avec Gwendoline (1817 - Cheltenham † 1840 - Rome), fille de John Talbot (1791 † 1852), 16e comte de Shrewsbury (1827-1852), ils ont ensemble une fille, Agnese (5 mai 1836 - Rome † 22 mars 1920 - Rome), mariée le 31 mai 1854 à Rome, avec Rodolfo Boncompagni-Ludovisi (it), prince de Piombino (6 février 1832 - Rome † 12 décembre 1911 - Rome), dont psotérité. Veuf, Marcantonio Borghese se remarie le 2 décembre 1843 à Paris, avec sa cousine Thérèse de La Rochefoucauld (13 juillet 1823 - Paris † 1er juillet 1894 - Nettuno), fille de Alexandre-Jules, 1er duc d'Estissac (1840). Ensemble, ils ont :
  - Anna Maria Borghese (19 septembre 1844 † 12 novembre 1914 - Florence), mariée le 15 février 1865 à Roma, avec Antonio Gerini (21 octobre 1839 - Florence † 7 juin 1924 - Florence), dont postérité ;
  - Paolo Borghese (13 septembre 1845 - Rome † 18 novembre 1920 - Venise), 9e prince de Sulmona, marié en 1866, avec Ilona Apponyi de Nagy-Appony (15 novembre 1848 † 1914), dont :
    - un fils, marié avec Anna Maria Pia de Ferrari (23 mars 1874 - Montallegro, Gênes † 25 novembre 1924 - Lago di Garda), dont :
      - deux filles, mariées, dont postérité ;

    - un fils, marié, dont postérité ;
    - une fille, mariée avec M. Hoyos-Sprinzenstein, dont postérité ;
    - un fils marié à deux reprises, dont postérité ;

  - Francesco Borghese (21 janvier 1847 - Rome † 20 novembre 1926 - Cafaggiolo), duc de Bomarzo, marié en 1873, avec sa cousine Francesca Salviati (1855 † 1932), dont 
    - deux fils, mariés, dont postérité ;
    - deux fils, mariés, sans postérité ;
    - une fille, mariée, dont postérité ;

  - Giulio Torlonia (19 décembre 1847 - Rome † 15 juillet 1914 - Branca Umbra), prince Torlonia, marié le 24 octobre 1872 à Rome, avec Anna Maria Torlonia (1855-1901), dont :
    - un fils ;
    - un fils marié à deux reprises, dont postérité ;
    - une fille, mariée avec un Gereni, dont postérité ;
    - une fille, mariée avec un Sforza-Cesarini, dont postérité ;

  - Felice Borghese (17 janvier 1851 - Rome † 26 juin 1933 - Rome), marié en 1874 avec Maria Grazioli (27 août 1853 - Frascati † 6 juillet 1938 - Rome), dont :
    - une fille, mariée avec un Colonna, 2e prince di Summonte ;

  - Camillo Borghese (2 mars 1853 - Rome † 8 décembre 1926 - Rome), prince del Vivaro, marié à deux reprises, sans postérité ;
  - Giovanni Battista Borghese (26 octobre 1855 - Rome † 15 avril 1918 - Rome), duca di Palombara, marié avec la fille de Eugène Riquet de Caraman (1843 † 1881), prince de Chimay, sans postérité ;
  - une fille, marié avec Antonio Ruffo (1845 † 1928), prince della Scaletta, dont postérité ;
  - un fils marié à deux reprises, dont postérité ;
- Camillo (dit Aldobrandini) (6 novembre 1816 - Florence † 5 juin 1902 - Rome), prince Aldobrandini (1839), prince de Sarsina, ancien ministre de la Guerre au service des États de l'Église, marié le 9 août 1841 au Château d'Heverlé, avec Marie Flore (23 juin 1823 - Bruxelles † 3 août 1861 - Frascati), princesse d'Arenberg, fille de Prosper-Louis d'Arenberg. Veuf, il épouse Maria (1827 † 1908), fille de József, comte Hunyady von Kéthely (de), dont il a un fils, dont postérité sous le nom d'Aldobrandini. Du premier mariage, il a eu :
  - Pietro Prospero Maria Camillo Leonardo Francesco Giuseppe Giovan Battista Sebastiano Aldobrandini (24 juin 1845 - Bruxelles † 1er mai 1885 - Anzio), prince Aldobrandini et de Sarsina, marié le 16 septembre 1865 à Paris, avec Françoise de La Rochefoucauld (15 février 1844 - Paris † 25 décembre 1921 - Fribourg (Suisse)), dont :
    - une fille, mariée avec un cousin Salviati ;
    - Olympia Aldobrandini, mariée avec le comte Nikolaus Revertera von Salandra (de) (13 février 1866 - Saint-Pétersbourg † 22 mai 1951 - Migliarino, près de Pise), dont postérité ;
    - une fille, mariée avec un cousin Lancellotti ;
    - une fille, mariée avec Ludovico Chigi Albani della Rovere, Chevalier de l'ordre de l'Annonciade, 76e grand maître de l'ordre souverain de Malte (1931-1951), dont postérité ;
    - une fille, mariée avec M. Esterházy, dont postérité ;

  - Elisabetta Teresa Engilberta Leonarda Aldobrandini (13 juillet 1847 - Frascati † 25 janvier 1937 - Rome), mariée, le 22 février 1865 à Rome, avec Filippo (15 novembre 1843 - Rome † 30 décembre 1915 - Rome), 1er prince Lancellotti (19 janvier 1865), dont postérité ;
- Scipione (dit Salviati) (23 juin 1823 - Paris † 15 juin 1892 - Rome), duc de Salviati, marié le 10 mai 1847 avec Jacqueline Arabella Fitz-James (1827 † 1903), dont postérité sous le nom de Salviati :
  - Francesca Salviati (1855 † 1932), mariée en 1873 avec son cousin Francesco Borghese (1847 † 1926), duc di Bomarzo, dont postérité ;
  - un fils ;

Francesco Borghese est l'ancêtre de Junio Valerio Borghese, second fils du prince Borghese Livio di Sulmona (1874-1939), prince de Rossano, prince de Vivaro, prince de Monte Compatri, duc de Palombara, duc de Poggio Nativo et Castelchiodato ; et de la princesse Valeria Maria Alessandra Keun (Smyrne, 1880 - Catane, 1956). Le mariage des parents de Junio Valerio est dissous à Rome le 31 mai 1911.

### Francesco Lami, son fils illégitime
Francesco Borghese avait également eu une relation avec Angélique Dulac, née Adélaïde Monique Grosos, dame de compagnie de Pauline Bonaparte. Un fils, François Lami (1793-1870), naquit de cette relation illégitime, Angélique étant mariée à Édouard Antoine Dulac, marchand bijoutier. Sa mère accoucha sous le nom de Adélaïde Lami pour masquer ses origines, mais il ne sera pas abandonné par sa famille,. François et sa descendance conservèrent ce nom. Francesco Borghèse, bien que loin de son fils naturel qu'il n'a vraisemblablement jamais connu, ne l'oubliera pas aussi bien financièrement parlant que lors de son entrée dans l'armée.
Les Lami portaient les armes des Borghese (d'azur, à un dragon ailé d'or (Borghesi), au chef du même, chargé d'une aigle de sable, becquée, membrée et couronnée du second (Saint-Empire romain germanique).), chargées d'une cotice en barre (signe de bâtardise) d'argent.
- Francesco Lami-Borghese (16 août 1793 - Paris † 30 avril 1870 - Arcachon), bâtard du prince Borghese, garde du corps du comte de Provence, officier d'infanterie, richissime propriétaire, marié, le 27 mai 1819 à Paris VIe, avec Louise Heim (30 avril 1804 - Paris VIe † 22 février 1882 - Paris XVIe), dont :
  - Alphonse Lami-Borghese (2 juin 1822 - Paris VIVIe † 17 juillet 1867 - Alexandrie (Égypte)), sculpteur, collectionneur d'art, mécène de Mariette Pacha, marié, le 28 août 1853 à Montmorency, avec Marie Bidauld[7],[8](25 novembre 1832 - Paris IIe † 22 juin 1909 - Paris XVIIe), séparés, dont :
    - Jacques (juillet 1854 - Paris † 20 septembre 1855 - Lodève) ;
    - René (20 octobre 1856 - Paris VIe † 27 novembre 1945 - Alençon), artiste-peintre, marié avec Mlle Haussoullier (divorcés), dont :
      - Robert (4 janvier 1889 - Paris XVIe † 12 juin 1983 - Dinard), sous-directeur du Muséum d'histoire naturelle, directeur du Laboratoire maritime de Dinard, sans postérité de son mariage avec Renée Hickel ;
      - une fille[réf. nécessaire] mariée, dont postérité ;

    - Stanislas (30 novembre 1858 - Paris VIe † 31 janvier 1944 - Paris XVIe), statuaire, écrivain et collectionneur d'art, Chevalier de la Légion d'honneur, marié le 24 juin 1891 à Paris IXe, avec Émilie (6 avril 1871 - Surville † 21 août 1961 - Paris XVIe), fille de Charles Sedelmeyer, dont :
      - Christiane Marie Thérèse (2 mars 1893 - Paris XVIe † 30 juin 1978 - Paris XVIe), mariée le 27 janvier 1912 en l'église de la Trinité (Paris IXe) (mariage civil à Paris XVIe le même jour, divorce civil et annulation religieuse par la Rote romaine pour mariage arrangé), divorcés le 14 mai 1937, avec Jacques Sainsère (1882 † 1960), rentier, amateur d'art, fils d'Olivier Sainsère, homme politique français, dont postérité ;
      - Marc (1896-1973), qui épouse Catherine Gers, fille de Paul, banquier (banque Gers) dont postérité.

## Armoiries
| Figure | Blasonnement |
|        | Armes des Borghese : D'azur, à un dragon ailé d'or (Borghesi), au chef du même, chargé d'une aigle de sable, becquée, membrée et couronnée du second (Saint-Empire romain germanique). |